# Šķēdes pagasts
Šķēdes pagasts er en territorial enhed i Saldus novads i Letland. Pagasten etableredes i 1945, havde 724 indbyggere i 2010 og omfatter et areal på 87,95 kvadratkilometer. Hovedbyen i pagasten er Šķēde.